# Aeroporto Internacional de Tucson
O Aeroporto Internacional de Tucson (IATA: TUS, ICAO: KTUS, FAA LID: TUS) é um aeroporto localizado na cidade de Tucson, Arizona, Estados Unidos. É o segundo aeroporto mais movimentado do Arizona, depois do  Aeroporto Internacional Sky Harbor.

## Estatísticas
| Posição | Cidade          | Passageiros | Cia aérea                         |
| ------- | --------------- | ----------- | --------------------------------- |
| 1       | Dallas, TX      | 283,000     | American                          |
| 2       | Denver, CO      | 226,000     | Frontier, Southwest, United       |
| 3       | Phoenix, AZ     | 210,000     | US Airways                        |
| 4       | Los Angeles, CA | 197,000     | Southwest, United, American Eagle |
| 5       | Las Vegas, NV   | 163,000     | Southwest                         |
| 6       | Atlanta, GA     | 106,000     | Delta                             |
| 7       | San Diego, CA   | 96,000      | Southwest                         |
| 8       | Houston, TX     | 91,000      | Continental                       |
| 9       | Chicago, IL     | 87,000      | American                          |
| 10      | Chicago, IL     | 66,000      | Southwest                         |